# Драма на охоте (фильм, 1968)
Трагедия на охоте (нем. Tragödie auf der Jagd) ― немецкий телефильм 1968 года. Режиссёр ― Герхард Клингенберг, сценарист ― Лев Леманн. Сюжет фильма основан на одноимённой повести русского писателя Антона Павловича Чехова. В главных ролях ― Эрих Шеллов, Аннализа Штокль-Эберхард, Генрих Швайгер и Вальтер Когут. Премьера фильма состоялась 28 мая 1968 года на телеканале ARD.

## Сюжет
Циничный судебный следователь Иван Петрович Камышев встречается со своим другом детства, графом Карнеевым в его усадьбе. Там он знакомится с Урбениным, управляющим усадьбой, и с юной Оленькой, красивой и простой девушкой из народа, которая намного моложе Урбенина и должна выйти за него замуж, хотя и не испытывает к нему любви. Камышев начинает проявлять знаки внимания к Оленьке, на которые она отвечает благосклонно. Однако вскоре он узнаёт, что она имела любовную связь также и с самим графом. Уязвлённый Камышев убивает во время охоты Оленьку ножом, который он получил в подарок от графа. Однако подозрение падает на ревнивого Урбенина, которого арестовывают, судят и заключают в тюрьму. Камышев, тем временем, пишет повесть об этой истории.

## В ролях
- Эрих Шеллов — следователь Камышев
- Аннелиз Стокль-Эберхард — графиня Карнеева
- Генрих Швейгер — граф Карнеев
- Вальтер Кохут — Завадский
- Герман Шомберг — Урбенин
- Рудольф Вессели — доктор Вознесенский
- Карл-Хейнц Петерс — генерал Обьешов
- Андреа Йонассон — Наденька Калинина
- Анна Брюк — госпожа Калинина
- Хейнц Фрелих — Калинин
- Эрнст Станковски — Полуградов
- Ханс Поссенбахер — Осипов

## Критика
Немецкий киножурнал epd Film дал следующую характеристику фильму: «Драматическая постановка одноимённой повести Антона Чехова, изображающего распад буржуазного общества конца девятнадцатого века на примере уголовного преступления. Тщательное проработка сюжета и прекрасная актёрская игра достойны литературного оригинала.»